# Alexander Nix (Manager)

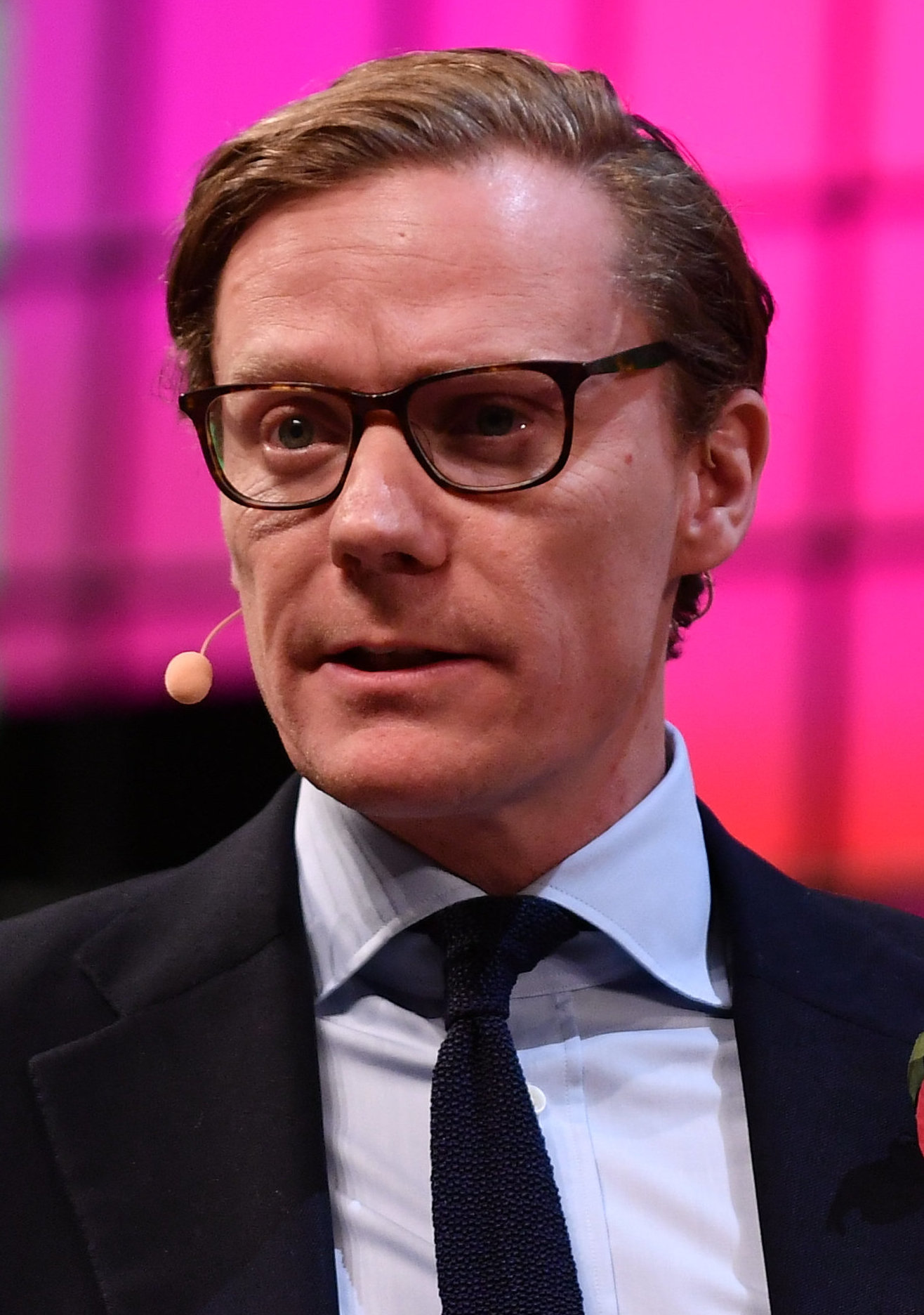
Alexander Nix 2017

Alexander James Ashburner Nix (* 1. Mai 1975) ist ein britischer Geschäftsmann. Er war CEO der Datenanalyse Firma Cambridge Analytica. Am 20. März 2018 wurde er wegen des Vorwurfs unsauberer Geschäftspraktiken suspendiert.

## Leben
Alexander Nix besuchte das Eton College und studierte an der University of Manchester Kunstgeschichte.
Nix arbeitete als Finanzanalyst in Mexiko und dem Vereinigten Königreich. Er wechselte 2003 zu SCL, einer Firma für Strategische Kommunikation. 2007 übernahm er deren Abteilung für Wahlanalyse und begleitete nach eigenen Angaben 40 Wahlkampagnen weltweit. Viele der von der SCL Group gesteuerten Kampagnen werden geheim gehalten. Mit dieser Erfahrung baute Nix 2013 Cambridge Analytica in den USA auf.
Hauptinvestor der Firma war der US-Milliardär Robert Mercer. Mercer war einer der größten Unterstützer des republikanischen Präsidenten Donald Trump im Wahlkampf 2016. Seine Tochter Rebekah Mercer und Donald Trumps Ex-Berater Stephen Bannon saßen im Verwaltungsrat von Cambridge Analytica. Alexander Nix gab an, er habe fünf Jahre lang jeden Tag mit Bannon gesprochen.
Nach Trumps Wahlsieg behauptete Nix, seine Firma habe eine „entscheidende Rolle“ beim Zustandekommen des überraschenden Siegs gespielt. Man habe eine einzigartige Methode zur Erstellung von Persönlichkeitsprofilen nach dem OCEAN-Modell entwickelt und damit Profile von 220 Millionen US-Bürgern erstellt. Dem Fernsehsender Channel 4 sagte er im März 2018 wörtlich: “We did all the research, all the data, all the analytics, all the targeting. We ran all the digital campaign, the television campaign and our data informed all the strategy.”
Nachdem Channel 4 heimlich mitgeschnittene Gespräche gezeigt hatte, in denen Nix geschildert hatte, dass die Firma Politiker unter Druck setze, indem sie sie durch Angebote von Bestechungsgeldern oder durch den Einsatz von Prostituierten in kompromittierende Situationen bringe, suspendierte der Vorstand von Cambridge Analytica ihn als CEO am 20. März 2018 mit sofortiger Wirkung. Nix werde bis zu einer vollständigen, unabhängigen Untersuchung seines Amtes entbunden, teilte das Unternehmen mit.